# Athyrium foliolosum
Athyrium foliolosum là một loài thực vật có mạch trong họ Woodsiaceae. Loài này được T. Moore ex R. Sim miêu tả khoa học đầu tiên năm 1859.